# Scott Mechlowicz
Scott David Mechlowicz (ur. 17 stycznia 1981 w Nowym Jorku) – amerykański aktor filmowy i telewizyjny.

## Życiorys

### Wczesne lata
Urodził się w Nowym Jorku w rodzinie żydowskiej, jako syn Susan (z domu Lehrman), terapeutki układu oddechowego, i Morrisa Mechlowicza. Jego dziadek ze strony ojca, Chaim Josef Mechlowicz, urodził się w Radomierzu, a babcia Basia pochodziła z Przemyśla. Dorastał w Plano w Teksasie. W 1999 ukończył Plano Senior High School i przez jeden semestr uczęszczał na Uniwersytet Teksański w Austin. Następnie przeprowadził się do Los Angeles w Kalifornii, gdzie w 2003 ukończył z honorami Conservatory Acting Program na Uniwersytecie Kalifornijskim (UCLA).

### Kariera
Zadebiutował na ekranie jako pirat Smee w mrocznym dramacie fantasy Neverland (2003) u boku Wila Wheatona i pojawił się jako piłkarz w teledysku Gavina DeGraw do piosenki „I Don't Want to Be” (2003) z Shiri Appleby. W komedii dla nastolatków Eurotrip (2004) wystąpił jako Scott „Scotty” Thomas, porzucony przez swoją dziewczynę, który tuż po zakończeniu roku szkolnego wyrusza w szaloną podróż do Niemiec. Film otrzymał mieszane recenzje. W tym samym roku pojawił się w odcinku serialu telewizyjnego Dr House (2004) i zagrał postać Marty Blanka w niezależnym filmie Mean Creek, który wszedł do kin w sierpniu 2004 i spotkał się z pozytywnym przyjęciem ze strony krytyków. Mechlowicz za występ otrzymał także Independent Spirit Awards.
W dramacie sportowym na podstawie scenariusza Kevina Bernhardta Siła spokoju (Peaceful Warrior, 2006) z Nickiem Nolte wcielił się w postać utalentowanego gimnastyka, którego wypadek załamuje karierę i wspaniałe plany na przyszłość.

## Filmografia
- 1997: Green Chimneys jako Brett
- 2003: Neverland jako Smee
- 2004: Mean Creek jako Martini Blank
- 2004: Eurotrip jako Scott Thomas
- 2004: Dr House (House, M.D.) jako Dan (gościnnie)
- 2006: Siła spokoju (Peaceful Warrior) jako Dan Millman
- 2006: Droga donikąd (Gone) jako Taylor
- 2010: Czekając na wieczność (Waiting for Forever) jako Jim Donner